# Симониха
Симониха — микрорайон города Сарапула в Удмуртии, Россия. Расположен на противоположном от основной территории Сарапула берегу реки Камы.
Посёлок городского типа Симониха был образован в 1949 году. Находился в административном подчинении городу Сарапулу. В 1992 году вошёл в черту города Сарапула. В течение 1970-90х годов почти все жители поселка были переселены в основную часть г. Сарапула, на правый берег Камы, так как планировалось повышение уровня Нижнекамского водохранилища до 68 м и могли быть затоплены низкие берега вплоть до Сарапула.
В советское время в Симонихе находилась ремонтно-эксплуатационная база Камского речного пароходства.

## Население
| 1959 | 1970 | 1979 | 1989 |
| ---- | ---- | ---- | ---- |
| 3389 | 3452 | 1082 | 409  |